# برایان شروود
برایان شروود (انگلیسی: Brian Surewood؛ زاده ۱ ژوئن ۱۹۶۳) یک بازیگر پورنوگرافی است. 